# PorchBone
PorchBone ist das Debütalbum der gleichnamigen Gruppe von Jorrit Dijkstra. Die am 22. Januar 2023 im Studio Dimensions Sound, Jamaica Plain, Massachusetts, entstandenen Aufnahmen erschienen am 23. Juli 2024 auf Driff Records, dem Label von Dijkstra und Pandelis Karayorgis.

## Hintergrund
Das PorchBone-Projekt ist eine Erweiterung des Porch Trio des in Massachusetts ansässigen Holzbläsers Jorrit Dijkstra mit dem Kontrabassisten Nate McBride (der auch in Dijkstras Formation The Wahmmies spielt) und dem Schlagzeuger-Perkussionisten Eric Rosenthal, um drei Posaunisten – Jeb Bishop (der auch in Dijkstras Pillow Circles, The Flatlands Collective und The Whammies spielt), Michael Prentky und den Veteran Bill Lowe, der hier Bassposaune spielt. Dijkstra komponierte die Musik, mit Ausnahme des letzten Stücks „Warm Valley“, das von Duke Ellington aus dem Jahr 1940 stammt. Das PorchBone-Projekt brachte zuvor The Trombatics Suite beim Driff Festival 2021 in Cambridge (Massachusetts) zur Uraufführung. Das Projekt wurde vom Massachusetts Cultural Council gefördert.

## Titelliste
- Jorrit Dijkstra's PorchBone: PorchBone (Driff Records 2403)[1]

1. One 7:02
2. Five into Four 11:09
3. Seven (Trio) 4:35
4. Two 6:26
5. Three into Ten 7:17
6. Eight (Trio) 5:32
7. Six into Nine 11:36
8. Warm Valley (Ellington) 3:55

Wenn nicht anders vermerkt, stammen die Kompositionen von Jorrit Dijkstra.

## Rezeption
Dijkstras clevere Kompositionen würden die abstrakten, frei improvisierten Texturen des Porch Trios um melodische und Orchesterakzente mit den samtigen Tönen der Posaunengruppe ergänzen, inspiriert von den Klangwelten der Bigbands von Duke Ellington und des Sun Ra Arkestra, meinte Eyal Hareuveni in Salt Peanuts. Dijkstras Kompositionen für PorchBone würden in Geist und Klang klug mit dem Erbe der Posaunen im Jazz in Ellingtons Big Bands, aber auch mit Free Jazz und freier Improvisation spielen und eine organische und spielerische Weiterentwicklung seiner melodischen Themen suggerieren, insbesondere in den erweiterten Stücken „Five into Four“ und „Six into Nine“. Dijkstras Spiel des Blaswandlers und der Einsatz analoger Elektronik verliehen der Musik eine jenseitige Dimension. Zwei Stücke würden das Kerntrio von Dijkstra, McBride und Rosenthal mit seiner straffen Dynamik darstellen. Das meisterhafte, emotionale Arrangement von Ellingtons „Warm Valley“ unterstreiche Dijkstras Liebe zum Jazz in all seinen verschiedenen Formen und Inkarnationen.